# Tossal d'Irene
El Tossal d'Irene és una muntanya de 622 metres que es troba entre els municipis de Casserres i de Puig-reig, a la comarca catalana del Berguedà.